# Villa Revedin
La Villa Revedin è un edificio civile sito a Ferrara in via Bologna 152 ed è la sede della scuola elementare Ercole Mosti

## Storia
In origine l'immobile era un edificio a due torri costruito dal duca di Modena Francesco III d'Este nel 1738.
Nel 1808 i fratelli Antonio e Francesco Revedin acquistarono la proprietà da un mercante che, a sua volta, l'aveva ricevuta dai francesi.
Il complesso faceva parte di una vasta area denominata “latifondo della Sammartina” e nel XIX secolo venne ristrutturato e trasformato in villa padronale dai Marchesi Revedin, a fianco della quale fecero costruire una cappella. 
Nel 1927 la villa fu venduta dai Revedin al loro fattore Vittorio Parmeggiani.
Nel 1928 il Comune di Ferrara acquistò la villa da Vittorio Parmeggiani e la adibì a scuola elementare intitolandola a Ercole Mosti.